# 熊出没之丛林总动员
《熊出没之丛林总动员》是《熊出没》系列。由深圳华强数字动漫有限公司制作的一部动画作品，是《熊出没》系列的第六部。讲述了两头熊——熊大和熊二和光头强的双方阵营在森林里再次展开保卫家园和盗砍盗伐之间的环保大战。前52集已于2013年7月13日—2013年7月21日在中央电视台少儿频道首播。后52集已于2014年3月29日—2014年7月14日在中央电视台少儿频道首播。澳門由澳廣視澳視澳門台在2015年-2016年播出。

## 劇情
两熊回到森林，再次见到森林里的朋友们，光头强追着两熊也回到旧地，双方阵营在森林里再次展开保卫家园和盗砍盗伐之间的环保大战。

## 登场角色
| 角色   | 大陆配音 | 备注                                   |
| 熊大   | 張偉     | 睿智有主见                             |
| 熊二   | 张秉君   | 贪吃贪睡，傻乎乎                       |
| 蹦蹦   | 李密思   | 一只松鼠，过分胆小而敏感               |
| 光头强 | 譚笑     | 人类代表，为利益不择手段               |
| 毛毛   | 孫曉東   | 一只猴子，吉吉的跟班                   |
| 涂涂   | 萬丹青   | 一只猫头鹰，很健忘                     |
| 吉吉   | 陳光     | 一只猴子，自称为丛林的国王             |
| 萝卜头 | 孟雨田   | 丛林里的一只地鼠                       |
| 肥波   | 張偉     | 一只野貓，十分奸狡                     |
| 李老板 | 张伟     | 光头强的顶头上司，森林破坏的罪魁祸首。 |

## 动画音乐
| 曲目                 | 作曲   | 填词       | 演唱   | 备注   |
| -------------------- | ------ | ---------- | ------ | ------ |
| 我还有点小糊涂       | 唐鑫   | 丁亮、武斌 | 刘晨   | 主题曲 |
| 早安大森林（纯音乐） | 李智平 | 不適用     | 不適用 | 片尾曲 |